# Ahmed Bonnah
Ahmed Bonnah, född 9 april 2000, är en svensk fotbollsspelare som spelar för Östersunds FK i Superettan.

## Klubbkarriär
Ahmed Bonnah inledde karriären i FoC Farsta men tog redan i tioårsåldern klivet till Djurgårdens IF. Som 17-åring flyttade han sedan vidare till IF Brommapojkarna.
I augusti 2018 skrev Bonnah på sitt första seniorkontrakt med BP. Seniordebuten kom via ett inhopp i Svenska Cupen mot Friska Viljor den 23 augusti 2018. Den efterföljande säsongen fick Bonnah även begå sin debut i Superettan, via ett inhopp mot Degerfors IF den 11 maj 2019. Efter att det enbart blivit två inhopp i Superettan under vårsäsongen lånades Bonnah i augusti 2019 ut till division 1-klubben Carlstad United.
I februari 2021 värvades Bonnah av Sandvikens IF, där han skrev på ett tvåårskontrakt. I februari 2022 värvades Bonnah av Superettan-klubben Östers IF, där han skrev på ett treårskontrakt. Under hösten 2023 lånades Bonnah ut till Gefle IF.
I januari 2024 värvades Bonnah av Östersunds FK, där han skrev på ett treårskontrakt.

## Personligt
Ahmed Bonnah har en egyptisk far och en svensk mor, vilket gör att han är tillgänglig för landslagsfotboll för båda länderna.

## Karriärstatistik
| Klubb                 | Säsong             | Liga               | Liga    | Liga | Nationell cup | Nationell cup | Totalt  | Totalt |
| Klubb                 | Säsong             | Division           | Matcher | Mål  | Matcher       | Mål           | Matcher | Mål    |
| --------------------- | ------------------ | ------------------ | ------- | ---- | ------------- | ------------- | ------- | ------ |
| IF Brommapojkarna     | 2018               | Allsvenskan        | 0       | 0    | 1             | 0             | 1       | 0      |
| IF Brommapojkarna     | 2019               | Superettan         | 2       | 0    | 1             | 0             | 3       | 0      |
| IF Brommapojkarna     | Totalt             | Totalt             | 2       | 0    | 2             | 0             | 4       | 0      |
| Carlstad United (lån) | 2019               | Division 1 Norra   | 7       | 0    | 0             | 0             | 7       | 0      |
| IFK Haninge (lån)     | 2020               | Ettan Norra        | 28      | 9    | 2             | 1             | 30      | 10     |
| Sandvikens IF         | 2021               | Ettan Norra        | 29      | 14   | 4             | 2             | 33      | 16     |
| Östers IF             | 2022               | Superettan         | 21      | 2    | 4             | 1             | 25      | 3      |
| Östers IF             | 2023               | Superettan         | 17      | 3    | 1             | 0             | 18      | 3      |
| Östers IF             | Totalt             | Totalt             | 38      | 5    | 5             | 1             | 43      | 6      |
| Gefle IF (lån)        | 2023               | Superettan         | 7       | 1    | 0             | 0             | 7       | 1      |
| Östersunds FK         | 2024               | Superettan         | 10      | 0    | 4             | 0             | 14      | 0      |
| Totalt i karriären    | Totalt i karriären | Totalt i karriären | 121     | 29   | 17            | 4             | 138     | 33     |